# Mediaset 6
Mediaset 6 è stato uno dei multiplex della televisione digitale terrestre. Apparteneva ad Elettronica Industriale, società controllata da Mediaset.

## Caratteristiche
Il Mediaset 6 trasmetteva in SFN in Sardegna sul canale 46 della banda UHF V, e, a carattere sperimentale, sul canale 58 UHF V nelle altre zone in cui era avvenuto lo switch-off.

## Storia

### 2009
- 5 maggio 2009: attivato il multiplex Mediaset 6 utilizzando le frequenze del multiplex Italia 1 con i canali Rete 4 HD e Boing +1.
- 29 maggio 2009: eliminato il canale Boing +1.
- 16 novembre 2009: modificato il sistema di numerazione dei canali (LCN).

### 2010
- 23 agosto 2010: Il mux è stato attivato in tutte le altre regioni che hanno compiuto il passaggio integrale al DTT sul canale 58 UHF in SFN (anche se rimane non fruibile in tutta la provincia di Cuneo, nonostante il territorio sia già in switch off).
- 25 agosto 2010: Aggiunti Italia 1 HD e Premium Calcio HD 2.
- 18 settembre 2010: Eliminato Premium Calcio HD 2 e sostituito con Canale 5 HD.
- 26 novembre 2010: Eliminato Rete 4 HD e aggiunti Rete 4 +1, Canale 5 +1 e Italia 1 +1.

### 2011
- 7 febbraio 2011: Aggiunto un duplicato di Boing denominato BOING TEST.
- 11 luglio 2011: A causa del prossimo Beauty Contest (e con conseguente restituzione della frequenza 58 allo Stato[1]), il periodo di sperimentazione del mux è concluso, pertanto, i canali presenti sono stati chiusi eccetto le versioni + 1 di Canale 5 e Italia 1 che sono state trasferite sul mux 5.
- 14 luglio 2011: Il multiplex ritorna esclusivamente in Sardegna, essendo la frequenza 46 autorizzata alle trasmissioni. Inoltre, viene eliminato BOING TEST.
- 25 luglio 2011: Le versioni timeshift delle tre generaliste vengono spostate nuovamente sul mux Mediaset 5 sardo, e viene riattivato Rete 4 HD.
- 1º agosto 2011: Aggiunto Italia 1 +1.

### 2012
- 1º marzo 2012: Eliminato e chiuso Italia 1 +1.
- 28 agosto 2012: Eliminato Italia 1 HD.
- 17 dicembre 2012: Aggiunti ClassTV MSNBC, Boing, Cartoonito, Coming Soon Television e Italia 1 HD. Eliminati Canale 5 HD e Rete 4 HD.
- 19-22 dicembre 2012: Chiusura del mux in tutta Italia, la sua frequenza viene occupata dal mux Mediaset 2.[2]

11 luglio 2011 - Comunicato di chiusura del Mediaset 6 presente prima dello spegnimento effettivo del multiplex

## Servizi

### Canali televisivi presenti al momento della chiusura
| LCN | Canale                 | Note       |
| --- | ---------------------- | ---------- |
| 27  | ClassTV MSNBC          | FTA        |
| 40  | Boing                  | FTA        |
| 46  | Cartoonito             | FTA        |
| 49  | Coming Soon Television | FTA        |
| 506 | Italia 1 HD            | FTA (HDTV) |